# Chagres Nemzeti Park
A Chagres Nemzeti Park Panama egyik nemzeti parkja.

## Leírás
Az 1985-ben alapított, különböző források szerint 129 000 vagy 125 491 hektáros nemzeti park az ország északi részén, a Panama-csatorna keleti oldalán fekszik, közigazgatásilag Panama és Colón tartományokhoz tartozik. Területe a Chagrest és más bővízű folyókat, valamint az azok környékén burjánzó trópusi erdőket foglalja magába. Összesen mintegy 84%-át borítja erdő.
Fő turisztikai látnivalói közé tartozik maga a Chagres folyó, valamint az Alajuela-tó. Mindkét helyszínen úszásra és horgászatra is lehetőség van, a tavon vitorlás- és motoroshajó-versenyeket rendeznek, a folyón pedig a vadvízi evezés is lehetséges. A parkban sátrazni is lehet. A turisták amellett, hogy a gazdag élővilágot is megfigyelhetik, megismerkedhetnek a park területén élő, az emberá-wounan törzshöz tartozó indiánok életével és kultúrájával is. Ugyancsak itt húzódik a Camino de Cruces és a Camino Real útvonal, amelyeket a csatorna megépülése előtt, a 16. és a 18. század között használtak az áruk Panama-földszoroson való átszállítására. A Cerro Azul térségéből, főként az 1007 méter magas Cerro Jefe csúcsról kiváló kilátás nyílik a csatornára, szerencsés esetben pedig akár mindkét óceán is látható innen.
A nemzeti park több úton is megközelíthető. Az Alajuela-tó elérhető a Calzada Larga útvonalon éppúgy, mint a Madden nevű úton, azok pedig a földszoroson átvezető útról, illetve Nuevo Vigía település irányából. Cerro Azul településről a Pánamerikai főútvonalról a Tocumen nemzetközi repülőtér irányába leágazó úton mintegy 25 km megtétele után érhető el a nemzeti park.

## Haszna
A területet azért nyilvánították védetté, mert az innen származó víznek hatalmas gazdasági jelentősége is van. Egyrészt ivóvízzel és elektromos árammal látja el Panamavárost, La Chorrerát és Colónt, másrészt a Panama-csatorna zsiliprendszerének minden egyes hajó áthaladásakor mintegy 200 000 m³ vízre van szüksége: ennek a víznek a 40%-a is innen származik.

## Élővilág
Növényzetét háromféle erdő alkotja: a magasabban fekvő részeken nagy fajgazdagságú köderdők terülnek el, főként az Alajuela-tó partvidékének szárazabb tájain lombhullató társulások élnek, míg nagy területen trópusi esőerdők a jellemzők. Fái között megtalálható az Ammandra decasperma nevű viaszpálmaforma, a jira nevű pálma, a cuchillito, az amarrillo pepita, a pichindé, az Anacardium excelsum nevű szömörceféle, a mahagóni, a níspero, a Chrysophyllum cainito nevű hangavirágú, az Enterolobium cyclocarpum nevű pillangósvirágú, a Bursera simaruba nevű szappanfavirágú, a Cryosophila guagara nevű üstököspálma-forma, a Cavanillesia platanifolia, a Pachira quinata, a Guazuma ulmifolia és a Pseudobombax septenatum nevű mályvaféle is. Az összesen mintegy 900 megfigyelt növényfaj közül 143 endémikus.
A folyóban több mint 59 édesvízi halfaj fordul elő, de élnek itt pápaszemes kajmánok és egyéb krokodilok is. Az állatfajok száma különböző források szerint más-más: van, amelyik szerint az erdőkben 638-féle szárazföldi gerinces, köztük 351-féle madár található meg, de van olyan is, ami azt írja, hogy a madárfajok száma 396, emellett pedig 144 emlős, 95 hüllő és 79 kétéltű fordul elő itt. Jellegzetes szárazföldi állatai többek között a jaguárok, a pumák, a tapírfélék, a pekarifélék, a lajhárok, a hárpiák, a borzas sakutyúkok és a Piculus callopterus nevű harkályfélék.